# Navigationsteleskop

Reihenmesskammer (links) und Navigation Sight/Navigationsteleskop (rechts) im Flugzeug der Schweizerischen Landestopographie

Das Navigationsteleskop ist ein Instrument zur Überwachung und Steuerung von photogrammetrischen Bildflügen. Das etwa 50 cm lange Teleskop wurde bis etwa 1990 (dem Aufkommen von GPS) in Vermessungsflugzeugen verwendet und neben der Reihenbildkamera senkrecht nach unten montiert. An dem im Gesichtsfeld vorbeiziehenden Gelände konnte der Operator mittels Strichmarken und Zeitabständen die richtigen Abstände der aufgenommenen Luftbilder kontrollieren und durch Schwenken der Kamera die vom Seitenwind verursachte Abdrift ausgleichen. 
Ein damit zu koppelndes Gerät war der Überdeckungsregler zur Einhaltung der üblichen Längsüberdeckung der Luftbilder (meist 60 Prozent). Denn nur mit den jeweils doppelt fotografierten Geländebereichen kann eine räumliche Auswertung erfolgen (Stereophotogrammetrie).

## In der bemannten Raumfahrt
Ähnlich dem Navigationsteleskop funktionierte das Scanning Telescope der bemannten Raumfahrt, siehe auch Space Sextant. Es diente in den Gemini- und Apollo-Raumschiffen zur visuellen Messung der Flugrichtung über der Erdoberfläche oder dem Mond.
Vergleichbare, aber automatisierte Messinstrumente gibt es auch für die Interplanetare Navigation.